# Joan Cererols
Joan Cererols i Fornells (span. auch: Juan Cererols Fornells; * wahrscheinlich 9. September 1618 in Martorell; † 27. August 1680 in Kloster Montserrat) war ein katalanischer Benediktinermönch, Komponist und Kapellmeister des Klosters Montserrat. 

## Leben
Cererols erhielt ab etwa 1626 eine musikalische Ausbildung an der Chorschule Escolania de Montserrat und erlernte das Spiel von Violine, Kontrabass, Harfe und Orgel sowie Komposition. Am 6. September 1636 trat er als Novize in das Kloster ein. 1648 ging er während des katalanischen Aufstands nach Madrid und wurde Mitglied der dortigen neugegründeten Gemeinschaft von Montserrat. Nachdem er ca. 1653 nach Montserrat zurückgekehrt war, übernahm er von seinem Lehrer Joan March die Leitung der gesamten Kirchenmusik im Kloster Montserrat und behielt diesen Posten bis zu seinem Tod bei.
Neben seiner Tätigkeit als Musikpädagoge und Chorleiter schuf Cererols als Komponist eines der bedeutendsten und umfangreichsten Werke der Komponistenschule von Montserrat im 17. Jahrhundert. Sein Kompositionsstil ist polyphon und bedient sich gerne des Mittels der Mehrchörigkeit. Zu seinen herausragenden Werken gehören zwei Requiem-Vertonungen und die dreichörige (= zwölfstimmige) Missa de Batalla, die zur Gattung der Parodiemesse gehört.

## Werke
- Sechs Messen,
- zwei Requiems,
- Motette, Psalmvertonungen, Antiphonen und weitere geistliche Werke,
- diverse Tonos (Lieder, Weisen) und Villancicos in spanischer Sprache

## Ausgaben
- Joan Cererols: Obres completes. Hrsg. von David Pujol, fortgesetzt von Gregori Estrada. 5 Bände. Montserrat 1930–1981.